# Google URL Shortener
Google URL Shortener, bedre kendt som goo.gl, er en udgået URL-forkortelses tjeneste, der ejes og drives af Google. Den blev lanceret tilbage i december 2009, og var oprindeligt brugt til Google Toolbar og Feedburner. Virksomheden lancerede en separat hjemmeside til goo.gl, blot et år efter lanceringen.
Brugerne havde adgang til et overblik over indtastede webadresser, der tidligere var blevet forkortet, efter at have været logget ind på deres tilknyttede Google-konto. Realtidsanalysedata, inklusive trafik over tid, tophenvisninger og besøgsprofiler blev registreret. Af sikkerhedsmæssige årsager tilføjede Google automatisk spamsystemdetektion baseret på den samme type filtreringsteknologi, der bruges i Gmail.
Goo.gl har ikke accepteret nye brugere siden d. 13. april 2018, og Google stoppede tjenesten for eksisterende brugere d. 30. marts 2019. Tidligere oprettede links omdirigerer stadig til deres tidligere destination.